# Polyura dolon
Espèce
Polyura dolon est une espèce de lépidoptères (papillons) de la famille des Nymphalidae et de la sous-famille des Charaxinae. 

## Dénomination
Polyura dolon a été décrit par John Obadiah Westwood en  1847, sous le nom initial de Charaxes dolon.
Synonymes : Eulepis dolon ; Rothschild & Jordan, 1898.

### Sous-espèces
- Polyura dolon dolon ; présent en Inde et au Népal.
- Polyura dolon carolus (Fruhstorfer, 1904) ; présent au Tibet et en Birmanie.
- Polyura dolon centralis (Rothschild, 1899)
- Polyura dolon grandis (Rothschild, 1899) ; présent au Laos, en Birmanie, au Vietnam et en Thaïlande[2].
- Polyura dolon magniplagus (Fruhstorfer, 1914) ; présent en Inde[1].

### Nom vernaculaire
Polyura dolon se nomme Stately Nawab en anglais.

## Description

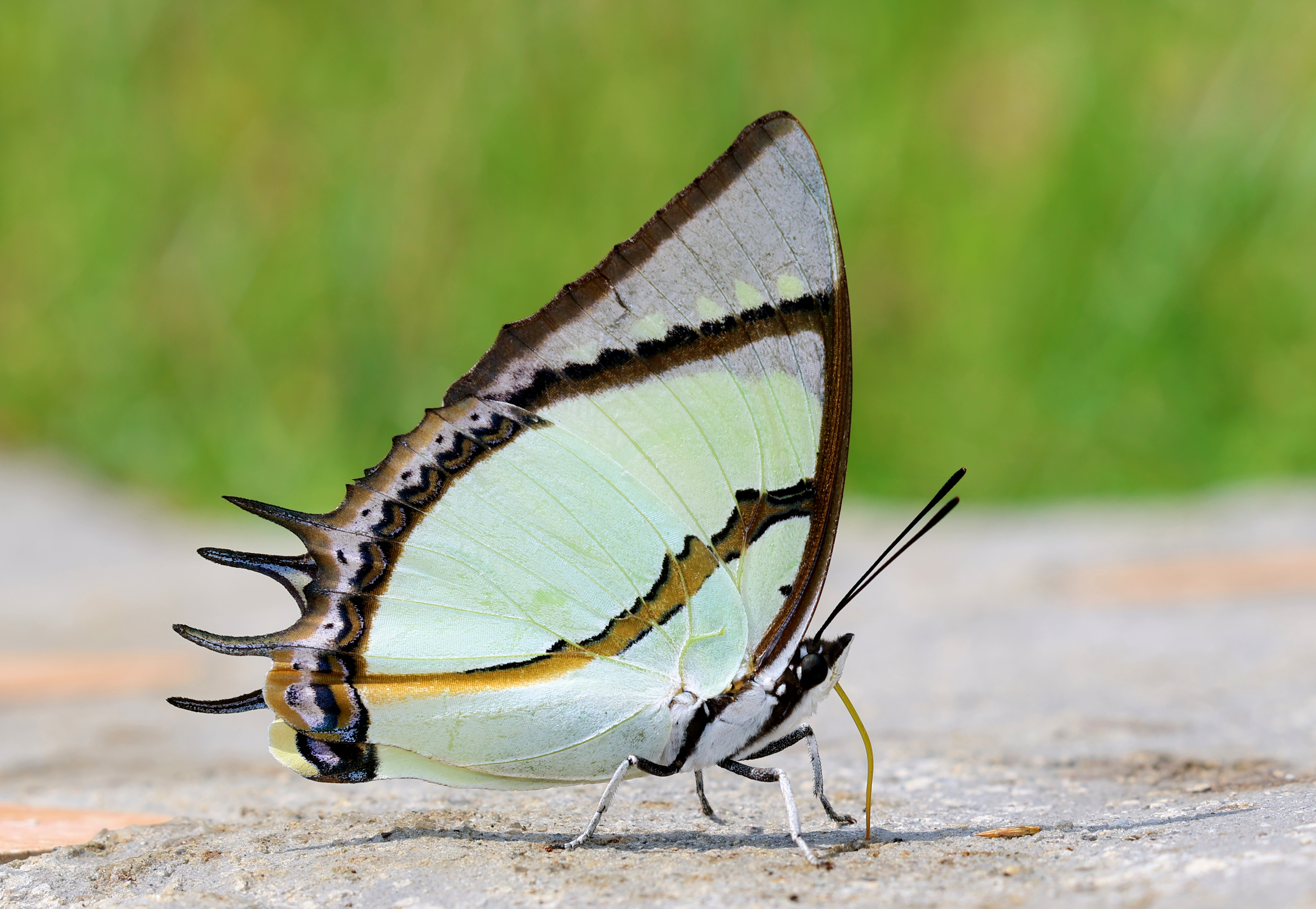
Polyura dolon

Polyura delphis est un grand papillon aux ailes antérieures à bord externe concave et aux ailes postérieures avec deux fines queues.
Le dessus est blanc crème largement marqué de marron aux ailes antérieures le bord costal et l'apex du 1/3 du bord costal à l'angle interne inclus, avec une ligne de points blancs. Les ailes postérieures sont uniquement ornées d'un décor submarginal.
Le revers est blanc orné de lignes marron, marginale costale et de l'angle interne au bord costal aux ailes antérieures, en courbe du bord costal au bord externe près de l'angle et submarginale aux ailes postérieures.

## Écologie et distribution
Polyura dolon est présent au Népal, au Tibet, en Inde, dans l'ouest de la Chine, au Laos, en Birmanie et en Thaïlande.

### Protection
Pas de statut de protection particulier.